# Syama Sastry
Syama Sastry   (Thiruvarur, 1762 - 1827) va ser un músic i compositor musical de Carnatic. Va ser el més antic entre la Trinitat de la música carnàtica, Tyagaraja i Muthuswami Dikshitar eren els altres dos.

## Biografia
Syama Sastri, el nom de naixement del qual era Venkata Subrahmanya, va néixer en una família de bramans telugu. També era conegut com un de la trinitat de la música carnàtica. Per a les generacions posteriors, és més conegut pel seu nom adoptiu Syama Sastri o pel seu mudra musical (signatura) Syama Krishna. Va néixer a Tiruvarur, a l'actual estat de Tamil Nadu. Va rebre la seva instrucció en els vedas, l'astrologia i altres temes tradicionals molt aviat i va aprendre música del seu oncle matern. Més tard va ser format en música per Adiappaya, un conegut músic durbar de Thanjavur.
Encara que Śyāma Śastri no va compondre tants kritis com els seus dos prolífics contemporanis, les seves composicions encara són ben conegudes a causa de la competència literària, melòdica i rítmica que s'hi observa. Es diu que va compondre unes tres-centes peces en total.
No va tenir molts deixebles per difondre les seves composicions, ni la impremta va ser àmpliament accessible durant la seva època. Més important encara, la naturalesa erudita de les seves composicions les va fer més atractives per als erudits que per als laics. A més, presenten una forma més formal de telugu que pren molt en préstec el sànscrit. En canvi, Tyagaraja compon en un dialecte generalment més col·loquial del telugu. També hi ha una sèrie de krithis en tàmil que se li atribueixen. La majoria de les seves composicions propicien la deessa Tripura Sundari.
Va compondre kritis, varṇa(s) i svarajati(s) amb la ankita o mudra (signatura) Śyāma Krishna. Probablement va ser el primer a compondre en una nova forma del gènere musical svarajati, on les composicions es podien interpretar únicament de manera cantant o instrumental. Abans d'això, el svarajati era principalment una forma de dansa, i tenia una estructura propera a la dansa Varṇaṃ (padavarṇaṃ).
El seu conjunt de tres svarajati famosos està pensat per ser cantat en concert en lloc de ballar, i de vegades es coneix com "Ratnatrayam" (Tres joies). Són Kāmākṣhī Anudinamu, Kāmākṣhī Padayugamē i Rāvē himagiri kumāri, composts als ragas Bhairavi, Yadukula kambhoji i Todi respectivament. Els dos primers s'ajusten a Miśra Capu Tāḷa, mentre que el tercer s'estableix a Ādi Tāḷa.
És conegut per la seva habilitat per compondre en el més complex dels "ritmes primari" tāḷas.

## Llegat
Sastry va tenir una sèrie de deixebles que van destacar en l'art. Alasur Krishna Iyer es va convertir en músic al durbar reial de Mysore. Porambur Krishna Iyer va popularitzar moltes de les obres del seu guru. Un altre deixeble, Talagambadi Panchanada Iyer també va deixar la seva empremta com a compositor. Un altre deixeble anomenat Dasari va guanyar fama com un conegut jugador de nāgaswaram. El seu fill, anomenat Subbaraaya Shaastree, també va ser un compositor notable.

## Composicions
Algunes de les seves composicions més conegudes s'enumeren a continuació.
Cursa Swara
| Composició                                     | Raga            | Tāḷa       | Llengua | Descripció |
| ---------------------------------------------- | --------------- | ---------- | ------- | ---------- |
| Kāmākṣhī anudinamu maruvakanē కామాక్షీ అనుదినము మరువకనే | Bhairavi        | Miśra Cāpu | Telugu  |            |
| Kāmākṣhī nī padayugame sthiramaninē            | Yadukulakamboji | Miśra Cāpu | Telugu  |            |
| Rāvē himagiri kumāri రావే హిమగిరి కుమారీ               | Todi            | Ādi        | Telugu  |            |

## Treball
| Composició                                                                              | Raga             | Tāḷa             | Llengua         | Descripció |
| --------------------------------------------------------------------------------------- | ---------------- | ---------------- | --------------- | ---------- |
| Śaṅkari Śaṃkuru candra mukhī Sanskrit: शङ्करि शंकुरु चन्द्र मुखी Telugu Script: శఙ్కరి శంకురు చన్ద్ర ముఖీ | Sāvēri           | Ādi – Tiśra Gati | Sànscrit        |            |
| pAlayAshu mAM paradEvatE                                                                | Arabhi           | Triputa          | Sànscrit        |            |
| kanaka śaila vihāriṇī Sanskrit: कनक शैल विहारिणी Telugu Script: కనక శైల విహారిణీ                  | Punnāga Varāḷi   | Ādi              | Sànscrit        |            |
| Birāna varālicci brōvave బిరాన వరాలిచ్చి బ్రోవవె                                                 | Kaḷyāṇi          | Ādi – Tiśra Gati | Telugu          |            |
| Dēvī brōva samayamide దేవీ బ్రోవ సమయము                                                       | Cintāmaṇi        | Adi              | Telugu          |            |
| kAmAkSi lOka sAkSiNi                                                                    | madhyamAvati     | Triputa          | Sànscrit        |            |
| Himādri sutē pāhimāṃ హిమాద్రి సుతే పాహిమాం                                                        | Kaḷyāṇi          | Ādi              | Sànscrit        |            |
| Māyammā yani nē pilacite మాయమ్మా యని నే పిలచితె                                                 | Ahiri            | Ādi              | Telugu          |            |
| Mari vērē gati evvarammā మరి వేరే గతి ఎవరమ్మా                                                 | Anandabhairavi   | Miśra Cāpu       | Telugu          |            |
| Nannu brōvu lalitā నన్ను బ్రోవు లలితా                                                          | Lalita           | Miśra Cāpu       | Telugu          |            |
| O jagadambā nannu ఓ జగదమ్బా నన్ను                                                           | Anandabhairavi   | Ādi              | Telugu          |            |
| Pārvati ninu nē nera nammiti పార్వతీ నిను నే నెర నమ్మితి                                          | kalkaḍa          | Tishra Adi       | Telugu          |            |
| Sarōja daḷa nētri himagiri putrī సరోజ దళ నేత్రి హిమగిరి పుత్రీ                                    | śaṃkarābharaṇaṃ  | Ādi              | Telugu          |            |
| Tallī ninnu nera namminānu vinavē తల్లీ నిన్ను నెర నమ్మినాను వినవే                                  | Kaḷyāṇi          | Miśra Cāpu       | Telugu          |            |
| Pāhi Srī Girirājasutē Karuṇākalitē                                                      | Anandabhairavī   | Rūpakaṃ          | Telugu-Sanskrit |            |
| Devī Mīna Nētrī Brōva                                                                   | Shankarabharanam | Adi              | Telugu          |            |
| Ennēramum un Nāmam என்னேரமும் உன் நாமம்                                                        | Pūrvikalyāni     | Misra caapu      | Tàmil           |            |
| Kamakshi Bangaru కామాక్షి బంగారు                                                               | Varali           | Misra caapu      | Telugu          |            |
| Ennēramum un Pāda Kamalam என்னேரமும் உன் பாத கமலம்                                             | Punnāgavarāḷi    | Miśra Cāpu       | Tàmil           |            |
| Sari Evaramma                                                                           | Bhairavi         | Khanda Jhampa    | Telugu          |            |
| Parvathi Janani                                                                         | Bhairavi         | Khanda Matya     | Telugu          |            |